# 지옥의 문

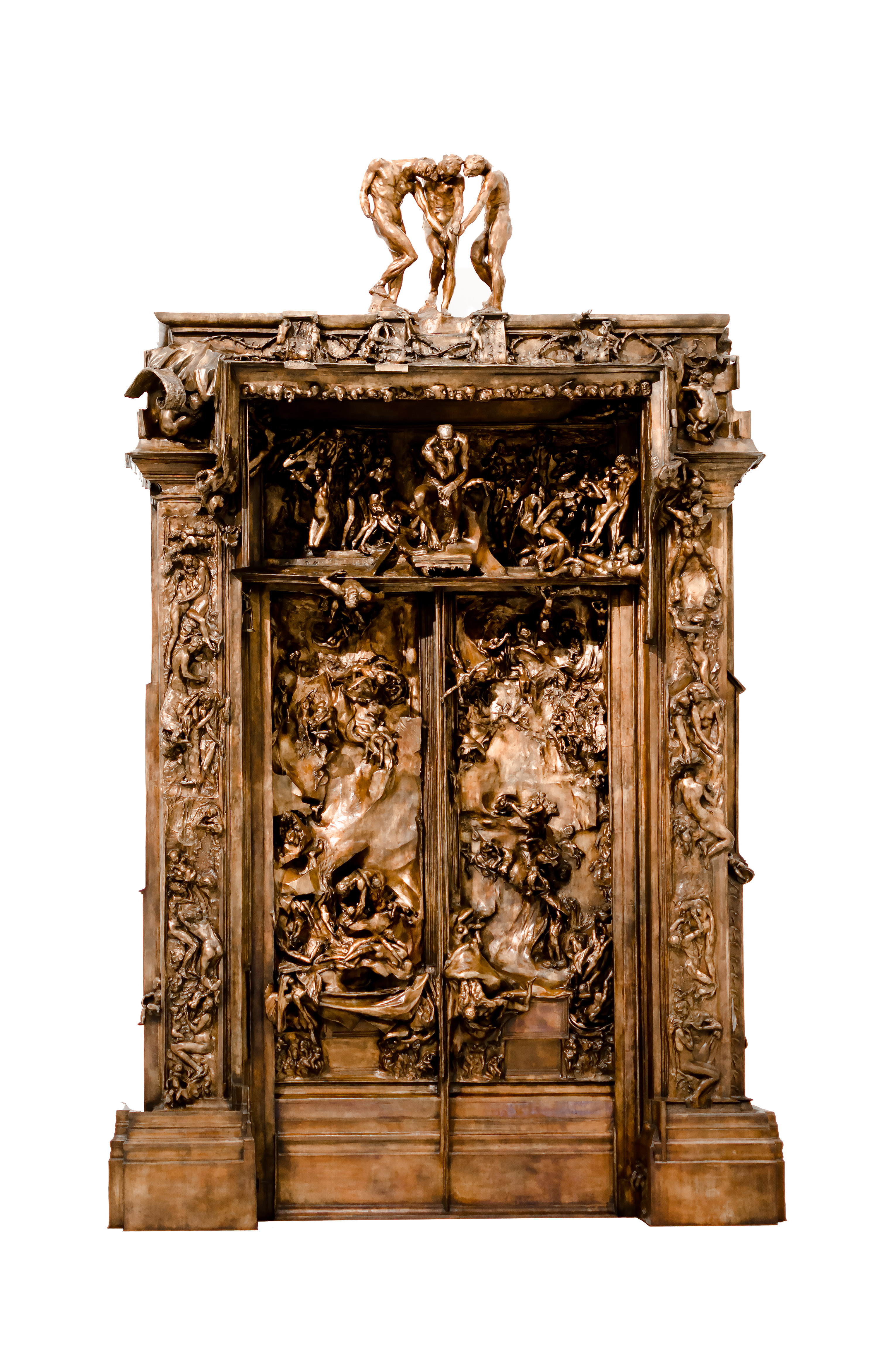

지옥의 문(영어: The Gates of Hell, 프랑스어: La Porte de l'Enfer)은 프랑스의 미술가 오귀스트 로댕의 조각상이다. 단테 알리기에리의 신곡 제1부 인페르노의 한 장면을 묘사한다. 높이는 6미터, 너비는 4미터, 깊이는 1미터(19.7×13.1×3.3 ft)이며 180개 인물을 포함한다. 인물상은 높이가 15센티미터(6인치)에서 최대 1미터(3피트)에 이를 정도이다.

## 저명한 인물상
- 생각하는 사람

## 위치
- 파리 (프랑스) 로댕 미술관 (파리)
- 필라델피아 로댕 미술관 (필라델피아)
- 도쿄도 우에노 공원 국립서양미술관
- 한국 서울특별시
- 멕시코시티